# Cao Anmin
Cao Anmin (chinesisch 曹安民, Pinyin Cáo Ānmín, W.-G. Ts'ao Ānmín; * im 2. Jahrhundert in China; † 197 ebenda) war ein Neffe des chinesischen Warlords Cao Cao zur Zeit der Drei Reiche.
Über sein Leben ist wenig bekannt. Er starb bei der Verteidigung des Wan-Schlosses gegen den Angriff von Zhang Xiu, um seinen Onkel zu retten.